# Mijo Oreški
Mijo Oreški (Zagreb, 6. rujna 1905. – Samobor, 27. srpnja 1929.), bio je zidarski radnik, hrvatski i jugoslavenski komunist, jedan od sedmorice sekretara SKOJ-a.

## Životopis
Mijo Oreški rođen je 6. rujna 1905. godine u Zagrebu. Član je SKOJ-a od 1922. godine, a sekretar Mjesnog komiteta SKOJ-a za Zagreb od 1923. godine. Godine 1924. postao je član Pokrajinskog komiteta SKOJ-a za Hrvatsku i Slavoniju, a 1925. godine član Centralnog komiteta SKOJ-a.
Zajedno s Jankom Mišićem i Francom Klopčičem pokrenuo je i uređivao časopis Mladi boljševik.
Godine 1926. odlazi na rad u Centralni komitet SKOJ-a u Beograd. Na Trećem kongresu SKOJ-a održanom u jesen 1926. godine u Sloveniji, izabran je za organizacijskog sekretara Centralnog komiteta SKOJ-a.
U drugoj polovici 1928. godine završio je partijski kurs u Njemačkoj. Poslije uvođenja Šestojanuarske diktature i uhićenja Paje Marganovića 1929. godine, postaje politički sekretar SKOJ-a i jedan od najbližih suradnika Đure Đakovića.
Zajedno s Jankom Mišićem rukovodio je radom SKOJ-a, najprije iz Zagreba, a potom iz Samobora.
Kada je policija 27. srpnja 1929. godine otkrila njihovo sklonište u Samoboru i blokirala ga, Janko Mišić, Mijo Oreški i njegov brat Slavko pružili su otpor. Pucnjava je trajala čitav sat. Prvi je poginuo Slavko Oreški. Za to vrijeme, Mijina žena Agata palila je arhiv i ilegalni materijal kako ne bi pao u ruke policije. Svi muškarci su poginuli u pucnjavi, a Agata je ranjena, nakon čega je uhićena.